# پی دل‌دل
پی دل‌دل، روستایی است از توابع دهستان نیلکوه به مرکزیت فارسیان در شهرستان گالیکش در استان گلستان ایران.

## جمعیت
این روستا در دهستان نیلکوه قرار داشته و بر اساس سرشماری سال ۱۳۸۵ جمعیت آن ۳۹۱ نفر (۱۰۵ خانوار)
بوده است.